# Етьєн Дагінос
Етьєн Дагінос (фр. Etienne Daguinos, нар. 15 лютого 2000) — французький легкоатлет, який спеціалізується в бігу на довгі дистанції.

## Спортивні досягнення
Посів 6-е місце з бігу на 5 кілометрів на чемпіонаті світу з шосейного бігу (2023).
Чемпіон Європи з шосейного бігу на 10 клометрів у командному заліку (2025). Срібний призер чемпіонату Європи з шосейного бігу на 10 кілометрів в особистому заліку (2025). 
Срібний призер чемпіонат Європи з кросу серед молоді у командному заліку (2022).
Ексрекордсмен Європи з шосейного бігу на 10 кілометрів — 27.04 (2024).